# Marc Giai-Miniet
Marc Giai-Miniet, né en 1946 à Trappes dans les Yvelines, est un peintre et graveur français surréaliste, fantasmatique. Il peint avec beaucoup de force un monde souterrain, dans des tons sombres, dans une ambiance sépulcrale très personnelle.

## Biographie
Sa vocation s'éveilla le jour où un instituteur de Trappes, Monsieur Mounier, l’emmena à une exposition de reproductions de Rembrandt.[réf. nécessaire]
Il poursuit ses études à l'École Nationale Supérieure des Beaux-Arts de Paris, où il consacra ses études aux techniques de la gravure.
Très actif et militant de l'art dans la région de Saint-Quentin-en-Yvelines, il crée en 1973 l'association Regard-Parole qui organise de nombreux évènements artistiques.
En 1984, il bénéficie d'une bourse du Ministère des affaires extérieures pour un séjour de plusieurs mois au Centre franco-égyptien de Karnak à Louxor.
Il est fait chevalier des arts et Lettres en 2000.
Il a été, de 2002 à 2011, secrétaire du Salon de mai où il a exposé régulièrement depuis 1975.

## Style et méthodes de travail
Marc Giai-Miniet pratique la peinture, l'aquarelle, la gravure. D’autre part, il fabrique dans des matériaux divers de petites scènes situées dans des boîtes. Les Boîtes de Marc Giai-Miniet sont des montages à la fois fantasmés et réalistes d’immeubles vus en coupe, locaux aménagés pour des causes obscures : laboratoires, ateliers, coins d’usines, dépôts d’archives. Souvent divisées en plusieurs pièces ou en étages, les grandes boîtes comportent des secteurs, des zones spécifiques, une hiérarchie des activités : les bibliothèques, les archives, les bureaux sont plutôt situés vers le haut et sont de couleur claire ou blanchis.

## Expositions collectives
Marc Giai-Miniet a participé aux salons :
- Réalités nouvelles
- Comparaisons
- Jeune peinture
- Salon de Montrouge
- Grands et jeunes d’aujourd’hui
- Biennale des jeunes
- Mac 2000

Il a exposé régulièrement au Salon de mai de 1975 à 2011.

## Dernières expositions personnelles
Liste exhaustive des expositions personnelles :
- 2000 : Galerie Lefor Openo, Paris.
- 2002 : Galerie Lefor-Openo, Art Paris, Carrousel du Louvre, Paris.
- 2005 :
  - Galerie Julio Gonzalez, Arcueil.
  - Village d’artistes, Rablay-sur-Layon.
  - Galerie Fanfan des Mûres, Lyon.
  - Art Prague, galerie Litera, Prague.
  - Galerie Lefor Openo, Paris.
- 2006 : Galerie Arthome, Oupeye, Belgique.
- 2007 :  
  - « Petits théâtres muets », Bibliothèque Universitaire de Belle-Beille, Angers.
  - Galerie Bread & roses, Paris.
  - Centre d'art contemporain Raymond Farbos, Mont-de-Marsan.
- 2008 :  
  - Des boîtes » Maison d’Elsa Triolet-Aragon, Saint-Arnoult-en-Yvelines.
  - « Création en boîtes », Archives départementales, Lyon.
  - Galerie Françoise Souchaud, Lyon.
  - « Les boîtes », Archives départementales des Yvelines, Montigny-le-Bretonneux.
  - Galerie « Le Garage », Orléans.
- 2009 :
  - Galerie Lefor Openo, Paris.
  - Archives départementales de la Charente-Maritime, La Rochelle.
  - « De l'Égypte à la semaine dernière », L'art en +, Élancourt, Yvelines.
- 2010 : Lalit Kala Akademi, Chandigarh (Inde).
- 2011 :
  - Archives départementales de la Dordogne, Périgueux.
  - Galerie associative l’App’art à Périgueux.
  - Galerie associative Anima, Lézat-sur-Lèze (Ariège).
  - Château de Nogent-le-Roi, dans le cadre d’Arts Itinérance (conseil général d'Eure-et-Loir).
  - Prieuré Saint-Vincent, Chartres.
  - Galerie Associative la Tannerie, Houdan (Yvelines).
  - Union des Arts Plastiques, Saint-Étienne-du-Rouvray (Seine-Maritime).
- 2012 :  
  - Archives départementales de l’Aube, Troyes.
  - « Pour les nuages, passer par l'escalier », 6 expositions à Saint-Quentin-en-Yvelines (Yvelines).
  - Maison de la Culture de Tournai (Belgique).
  - « L'ennemi de l'intérieur », Galerie Lefor Openo, Paris.
- 2013 :
  - Galerie du philosophe, Carla-Bayle (Ariège).
  - « Théâtre muet des bibliothèques », Médiathèque Jean Falala, Reims.
  - « Œuvres mélangées », galerie Reg'Art-Confrontation, Rouen.
- 2014 :
  - Maison de la Poésie, Saint-Quentin-en-Yvelines.
  - « Théâtre de la mémoire », galerie Jonathan Levine, New-York.
- 2015 :
  - « Errances molles et amères certitudes », galerie Bread and roses, Paris.
  - « Métaphores et autres fables », la Tannerie, Houdan (Yvelines).
  - « Théâtre de la mémoire », Médiathèque de Felletin (Creuse).
- 2016
  - "Choses humaines", Galerie Andersen et associés, Luxembourg.
- 2017
  - "Out of the box", Artlet Studio, Münster (Allemagne).
- 2018
  - " Pour les nuages, passer par l'escalier", Galerie Ars Nova, Marseille.
  - " Théâtre muet des bibliothèques", Medi@lude, Saint-Apollinaire.
  - Château des Tourelles, Le Plessis-Trévise.
  - Galerie Sens intérieur, Cogolin.
  - Galerie Rauchfeld, rue de Seine, Paris.

## Œuvres
- Marc Giai-Miniet et François Cau ont réalisé en 2000 à Guyancourt, dans le quartier de l’Europe à proximité de l’étang du Moulin à Vent, l’œuvre Les Guetteurs.